# Julien Rossat
Julien Arthur Rossat (* 13. Juni 1901 in Lausanne, Kanton Waadt; † 27. Februar 1978 in Genf) war ein Schweizer Diplomat.

## Leben
Rossat, Sohn von Julien Rossat und dessen Ehefrau Elise Constance Jaccoud, absolvierte nach dem Schulbesuch ein Studium der Volkswirtschaftslehre an der Universität Lausanne. Im Anschluss wurde er 1923 zunächst Mitarbeiter im Eidgenössischen Militärdepartement (Verteidigungsministerium, heute Eidgenössisches Departement für Verteidigung, Bevölkerungsschutz und Sport) und war danach bis 1929 Mitarbeiter im Finanz- und Zolldepartement (heute Eidgenössisches Finanzdepartement). Daraufhin trat er in den diplomatischen Dienst ein und wurde am 1. Januar 1930 Sekretär im Eidgenössischen Politischen Departement (Aussenministerium, heute Eidgenössisches Departement für auswärtige Angelegenheiten). Danach fungierte er zwischen dem 7. Februar und dem 31. Dezember 1930 als Verweser des Konsulats in Marseille. Nachdem er vom 31. März bis zum 6. April 1930 provisorischer Sekretär am Konsulat in Mülhausen gewesen war, war er vom 7. April bis zum 30. Juni 1930 erst Sekretär und danach zwischen dem 1. Juli 1930 und dem 31. Dezember 1934 Konsul-Attaché am Konsulat in Marseille. Im Anschluss war er vom 1. Januar 1935 bis zum 17. März 1936 als Vizekonsul am Konsulat in Marseille tätig. Am 5. März 1937 wurde er zum Gesandtschaftssekretär ernannt und war vom 17. März 1937 bis Juli 1940 als Gesandtschaftssekretär an der Gesandtschaft in Japan tätig, wo er zwischen 19. August 1939 und 1940 als Geschäftsträger ad interim kommissarischer Leiter der Gesandtschaft war.
Nach seiner Rückkehr wurde Rossat im Juli 1940 Gesandtschaftssekretär im Politischen Departement und erhielt dort am 24. Dezember 1940 seine Beförderung zum Gesandtschaftssekretär Erster Klasse. Während dieser Zeit war er von 1941 bis zum 12. Februar 1942 Mitarbeiter im Kommissariat für Internierung und Hospitalisierung und danach vom 12. Februar 1942 bis zum 5. Juni 1946 Geschäftsträger an der Botschaft in Kolumbien. Als solcher erhielt er am 22. Dezember 1944 seine Beförderung zum Legationsrat und war vom 5. Juni 1946 bis zum 10. September 1947 abermals im Politischen Departement tätig. Danach folgte zwischen dem 10. September 1947 und 1948 eine Verwendung als Konsul in Hamburg sowie danach vom 24. Februar 1948 bis zum 2. Februar 1951 als Chef der Sektion Verwaltungsangelegenheiten im Politischen Departement.
Am 2. Februar 1951 löste Rossat Camille Gorgé als Gesandter in der Türkei ab und übte diese Funktion bis zum 5. April 1957 aus, woraufhin Eric Kessler sein dortiger Nachfolger wurde. Am 5. Januar 1959 übernahm er als Nachfolger von Jean Decroux das Amt des Gesandten in Irland. Nach Aufwertung der Gesandtschaft zur Botschaft am 16. April 1962 wurde er erster Schweizer Botschafter in Irland und bekleidete dieses Amt bis zu seinem Eintritt in den Ruhestand am 31. Dezember 1966. Sein dortiger Nachfolger wurde Guy von Keller.